# Klášter Bernay
Klášter Bernay (francouzsky Abbaye Notre-Dame de Bernay) je románský klášter v městečku Bernay ve francouzském regionu Normandie. Klášterní kostel patří mezi nejstarší v Normandii.
Oblast okolo města Bernay dostala v 10. století věnem Judita, nová normandská vévodkyně, která zde založila benediktinský klášter a roku 1017 ve zdech opatství nalezla poslední odpočinek. Ve 13. století se klášter stal centrem mariánského kultu a k místní soše Panny Marie směřovala mnohá procesí z celé Normandie. K významnému poškození klášterních budov došlo během hugenotských válek a francouzské revoluce. Roku 1790 byl klášter zrušen, následovala další bourání budov a k obnově došlo až ve 20. století.